# Grande mosquée de Cergy
La grande mosquée de Cergy est un édifice religieux musulman situé à Cergy, en France.

## Histoire
La mosquée est édifiée à l'initiative de la Fédération musulmane de Cergy (FMC), association loi de 1901 constituée le 6 août 2003, et de Dominique Lefebvre, maire socialiste qui accompagne le projet,. La municipalité cède un terrain en bail emphytéotique le 29 septembre 2005. L'association embauche à l'origine l'architecte Frank Hammoutène mais son projet est abandonné. Jimmy Skalli lui succède en 2008. La première pierre est posée le 21 juin 2009 et les travaux débutent véritablement en décembre 2010.

## Description
La mosquée héberge en son sein l'Institut An Nour, qui dispense des cours d'arabe et des cours coraniques.